# Jan Čapek (legionář)

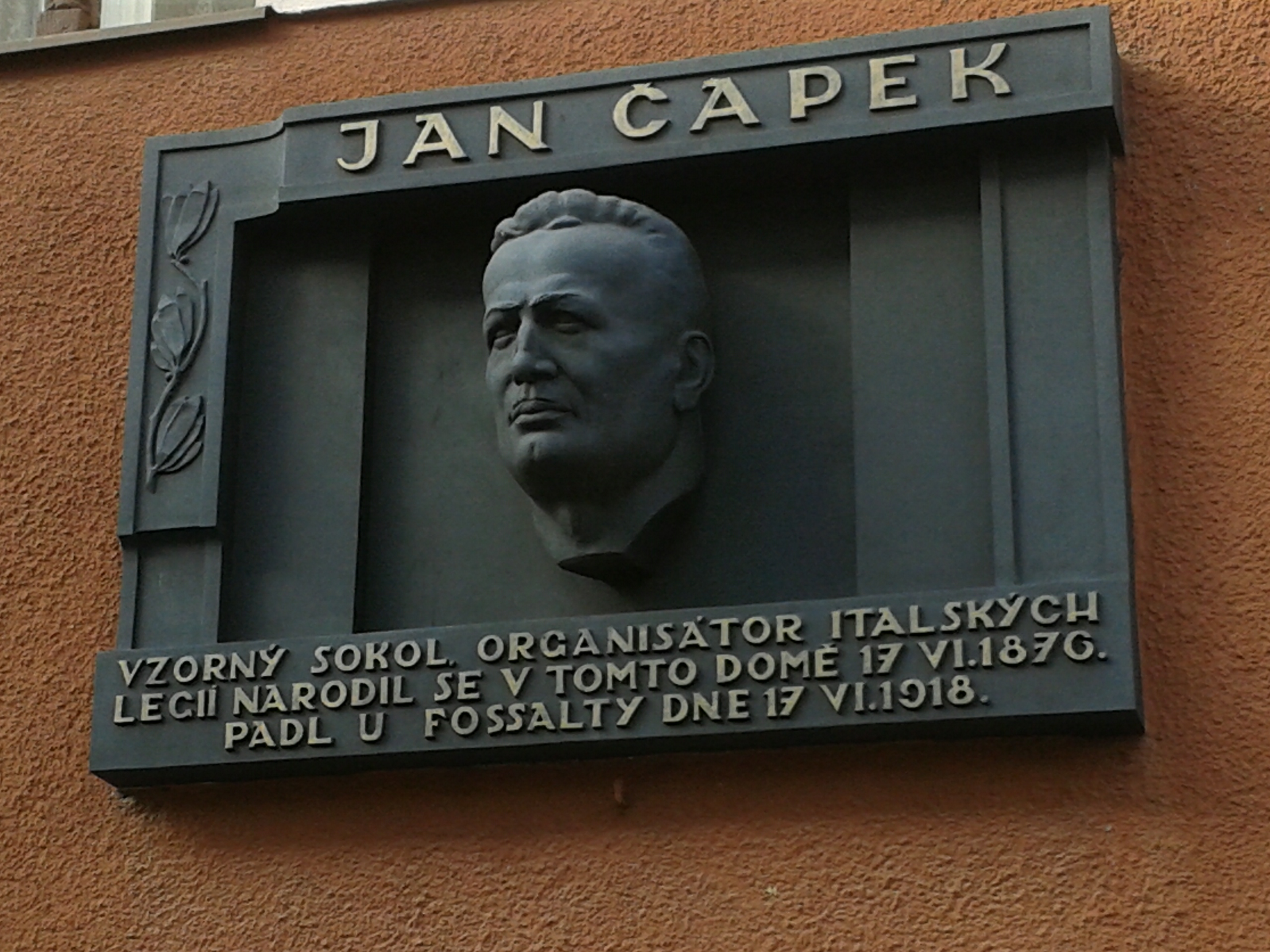
Pamětní deska na domě v Čapkově ulici 176/5 v Praze 4 - Michli

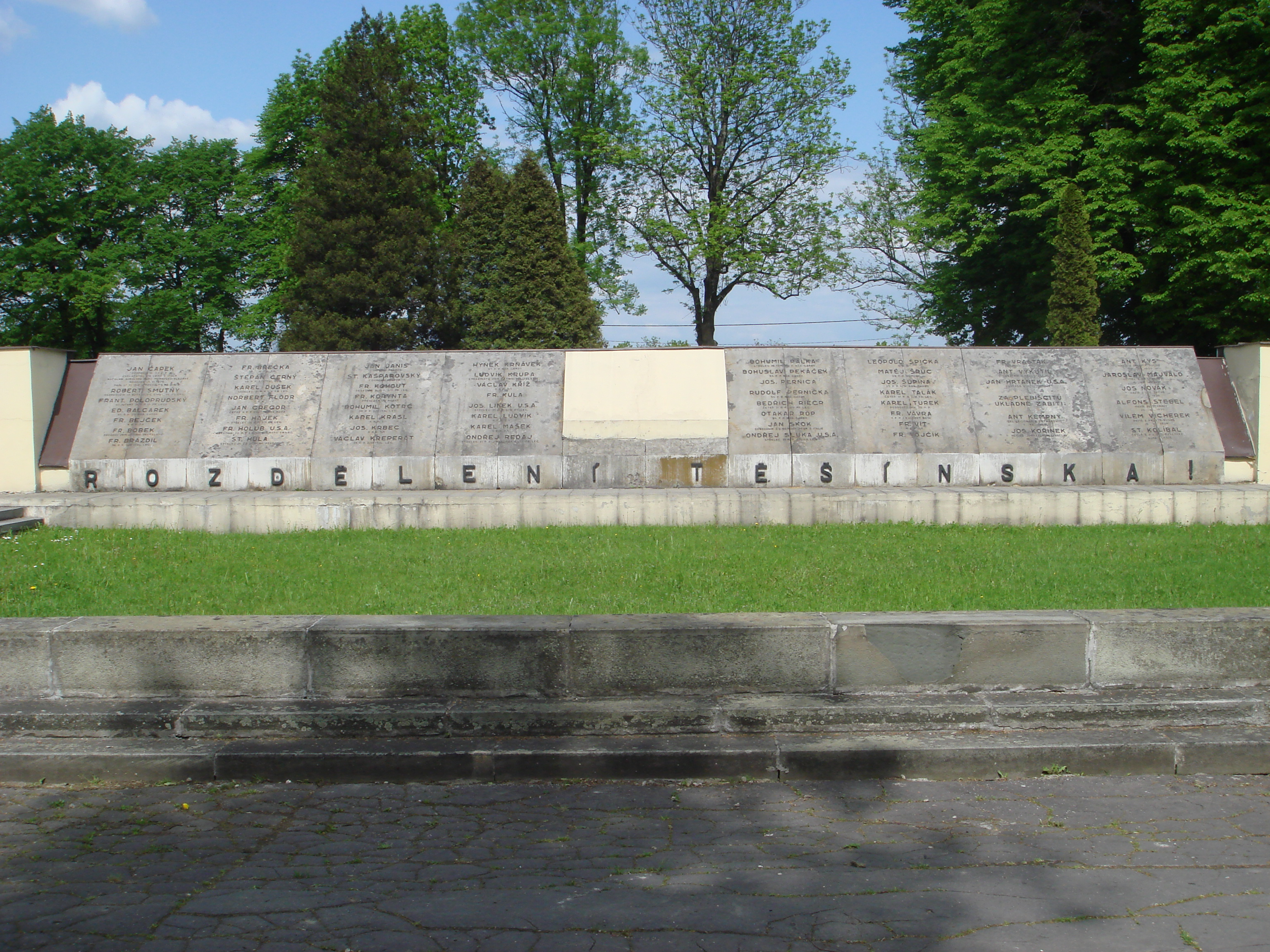
Hrob Jana Čapka (jméno jako první v levém horním rohu) v Orlové

Poručík i.m. Jan Čapek (17. června 1876, Michle u Prahy – 17. června 1918 na Piavě) byl československý legionář.

## Život
Před 1. světovou válkou pracoval jako rukavičkářský dělník a pak důlní dozorce v Orlové ve Slezsku. Byl členem Sokola.
Během války se dostal do italského zajetí. V roce 1917 spoluzaložil v zajateckém táboře Santa Maria Capus Veter Československý dobrovolnický sbor, který měl za úkol prosazovat myšlenku vzniku a nasazení samostatného československého vojska v Itálii.
Tento sbor měl strukturu vojenské organizace. Italové ale měli obavy, že po československých legiích by se s podobnými požadavky ozvali i Jihoslované, kteří by mohli získat zásluhy o vítězství, čímž by byly ohroženy italské požadavky na získání Dalmácie. Proto Čapek a ČNR v čele s T. G. Masarykem usilovali, aby byl po dohodě s vedením České národní rady využit tento sbor jako pracovní jednotka.
Na podzim 1917 utrpěli Italové těžké ztráty, což vedlo Italy k povolení československých průzkumných jednotek. Navíc přicházely zprávy o úspěších ruských legií. To nakonec vedlo k vytvoření československé divize. Ta byla nasazena v bojích na Piavě, které přinesly potvrzení kvalit českých vojáků. Během bojů, dne 17. června 1918, v den svých narozenin, Jan Čapek padl.

## Posmrtné uznání
Jeho ostatky byly převezeny 2. července 1922 do Prahy a pak pohřbeny na hřbitově v Orlové, v Pomníku padlým za Těšínsko. Pomník je evidován v Centrální evidenci válečných hrobů vedené ministerstvem obrany.
34. pěší pluk byl nazván plukem „Střelce Jana Čapka“ na jeho paměť.
V Českých Budějovicích byla po něm pojmenována ulice.

### Povýšení a medaile
Janu Čapkovi byla posmrtně udělena hodnost poručíka a italská stříbrná medaile Za statečnost.

### Pamětní deska v Čapkově ulici
Dne 12. června 1926 byla na domě čp.176 v Čapkově ulici 5 v Praze 4 Michli slavnostně odhalena (veřejně přístupná) bronzová pamětní deska s bustou a s textem: „Jan Čapek vzorný Sokol, organisátor italských legií narodil se v tomto domě 17 VI.1876. Padl u Fossalty dne 17 VI.1918“. Autorem díla je akademický sochař Jaroslav Hruška.